# 横山順一
横山 順一（よこやま じゅんいち、1963年 - ）は、日本の物理学者。専門は宇宙論と重力波。東京大学国際高等研究所カブリ数物連携宇宙研究機構、機構長（2023/11/1~）。
東京大学大学院理学系研究科附属ビッグバン宇宙国際研究センター教授。理学博士。

## 略歴
群馬県富岡市出身。新島学園高等学校卒。東京大学理学部物理学科卒。同大学院博士課程中途退学。東京大学では佐藤勝彦に師事。東京大学理学部物理学教室助手、米フェルミ国立加速器研究所客員研究員、京都大学基礎物理学研究所助教授、スタンフォード大学客員研究員、大阪大学大学院理学研究科助教授を経て、2005年より現職。2020-22年アジア太平洋物理学会連合会長。
英文学者・翻訳家の横山貞子はおば、評論家・哲学者の鶴見俊輔はおばの夫、歴史学者の鶴見太郎は従兄弟。

## 著書

### 単著
- 『宇宙創生をさぐる』丸善、1994年4月、ISBN 4621039512
- 『電磁気学』講談社、2009年9月、ISBN 4061572040

### 共著
- 『宇宙の向こう側』竹内薫共著、青土社、2008年6月、ISBN 9784791764211
- 『宇宙地球地震と火山』木庭元晴・桑原希世子・貝柄徹・青木成一郎共著、古今書院、2007年3月、ISBN 477222002X
- 『宇宙と生命の起源』山田章一・北山哲・梅村雅之・犬塚修一郎・嶺重慎・小久保英一郎・阿部豊・小林憲正・瀬戸口烈司・吉川研一共著、2004年7月、ISBN 9784005004775
- 『宇宙論〈1〉宇宙のはじまり（シリーズ現代の天文学）』佐藤勝彦・二間瀬敏史共著、日本評論社、2008年1月、ISBN 4535607222